# Supermarine Nighthawk
Il Pemberton-Billing P.B.31E fu un caccia bimotore quadriplano progettato dall'azienda britannica Pemberton-Billing Ltd sul finire della prima guerra mondiale e rimasto allo stadio di prototipo, è altrimenti noto come Supermarine P.B.31E Nighthawk, o più semplicemente Supermarine Nighthawk dopo il cambio della ragione sociale dell'azienda in Supermarine Aviation Works.

## Storia del progetto
Il Supermarine Nighthawk venne espressamente pensato come velivolo destinato all'intercettazione notturna degli Zeppelin, i dirigibili utilizzati dalla Luftstreitkräfte in missioni di bombardamento. Durante la prima guerra mondiale, infatti, il territorio britannico e la stessa Londra furono oggetto di numerosi bombardamenti notturni ad opera dei dirigibili tedeschi e per arginare questa minaccia i britannici avviarono lo sviluppo di velivoli opportunamente attrezzati con proiettori da ricerca al fine di abbatterli.